# Patrick Weimer
Patrick Weimer (* 28. April 1977 in Marktheidenfeld) ist ein ehemaliger deutscher Leichtathlet.
Er wurde 1996 Deutscher Jugendmeister im Weitsprung. Bei den Juniorenweltmeisterschaften in diesem Jahr startete er im Weitsprung und mit der deutschen 4-mal-100-Meter-Staffel, mit der er in Sydney Platz vier belegte. 1997 wurde Weimer Deutscher Juniorenmeister über 100 Meter. Bei den U23-Europameisterschaften in Turku gewann er mit der deutschen Staffel (Alexander Kosenkow, Eduard Martin, 
Patrik Weimer, Uwe Eisenbeis) in 39,45 Sekunden die Bronzemedaille.
Im Erwachsenenbereich lief Weimer bei den Deutschen Meisterschaften 1997 auf den dritten Platz. 1998 in Berlin konnte er mit der Mannheimer 4-mal-100-Meter-Staffel (Michael Schäfer, Jérôme Crews, Andreas Schofer, Patrick Weimer) in 39,51 Sekunden die Deutsche Meisterschaft gewinnen.
Weimer startete für den SC Freudenberg und die MTG Mannheim. Er machte sich als Personal Trainer selbständig.

## Persönliche Bestleistungen
- 100 Meter: 10,30 Sekunden, 19. Juli 1997 in Troisdorf
- Weitsprung: 7,53 Meter, 20. Juli 1997 in Troisdorf